# ハラマイン高速鉄道
ハラマイン高速鉄道（Haramain High Speed Rail）は、西部鉄道またはメッカ・メディナ高速鉄道とも呼ばれる、サウジアラビアの全長453kmの高速鉄道システムである。この鉄道はメッカとメディナの両聖都間を、キング・アブドラ経済都市、キング・アブドゥルアズィーズ国際空港、ジェッダを経由して結ぶ449.2kmの本線と、キング・アブドゥルアズィーズ国際空港への3.75kmの支線からなる。この高速鉄道は、ジェッダにて別の鉄道計画路線に接続される予定となっている。2009年に工事が開始されたものの、当初2012年に開業する予定だった計画は大幅に遅れており、2016年12月時点では、2017年12月に部分開業を行い、2018年3月に全線開通する予定となっていた。2018年10月11日に営業開始した。
この路線は、時速300kmの電車で安全かつ快適な輸送を行う予定となっている。この鉄道はハッジやウムラを行う巡礼を含む年間300万人の乗客を輸送する予定であり、メッカ・メトロとともに交通の渋滞を緩和することが期待されている。

## 路線概要
路線は複線電化であり、想定速度は時速320kmに設計されている。列車は時速300kmで運行する予定であり、ジェッダ・メッカ間48kmを30分未満で、ジェッダ・メディナ間410kmを約2時間で運行する予定である。この路線の車両および鉄道駅は0℃から50℃の温度に対応できるように設計されている。
この路線には北端のメディナ駅から、ラービグ市にあるキング・アブドラ経済都市駅、キング・アブドゥルアズィーズ国際空港駅、ジェッダ駅、そして南端にある終点メッカ駅の5つの駅が設置される予定である。メッカ中央駅は第3環状道路の近くにあるAl-Ruseifah地区に建設され、巡礼の目的地であるマスジド・ハラームへのパーク・アンド・ライドも考慮されている。ジェッダ中央駅はハラマイン道路に面し、Al-Naseem地区に建設される。キング・アブドゥルアズィーズ国際空港駅はターミナルになる予定である。メディナには旅客駅が一つだけ建設される。また、キング・アブドゥルアズィーズ国際空港駅は新空港に建設される予定である。
サウジアラビア鉄道機構によれば、新しく建設される駅はイスラム建築の伝統を考慮した「象徴的に美しい」デザインになる予定で、各駅には商店、レストラン、モスク、駐車場、ヘリポート、VIPラウンジが設置される。これらの駅はフォスター・アンド・パートナーズとBuro Happoldによって設計された。
ハラマイン高速鉄道の車両はスペインにあるボンバルディアの工場で製作された。

## 歴史

### 第1期工事
第1期工事第1部は設計及び土木工事を含み、2009年3月に67.9億リヤル（1.8億アメリカドル）でAl Rajhi連合に落札された。この企業連合には中国鉄建、フランスのアルストム、それにAl Arrab Contracting社とAl Suwailem社が参加し、コンサルタントとしてSaudi Consolidated Engineering Company (Khatib & Alami - K&A)社が加わり、スコット・ウィルソン・グループが施工管理を行っていた。
第1期工事第2部は全5駅のうち4駅の建設を含んでおり、2009年4月に3800万USドルでメディナ駅、キング・アブドゥルアズィーズ国際空港駅、ジェッダ駅、メッカ駅の設計がフォスター・アンド・パートナーズとBuro Happoldの企業連合に発注された。2011年2月には、Saudi Oger LtdとEl Seif Engineering社の企業連合にキング・アブドラ経済都市駅とジェッダ駅の工事が、サウジ・ビンラディン社にメッカ駅の工事が、そしてトルコのYapi Merkezi社にメディナ駅の工事が発注された。

### 第2期工事
第2期工事には線路、信号、電気通信、電力、電装部品など第1期工事に含まれていないすべてのインフラが含まれており、また完成後12年間の車両運用と保守もこれに含まれている。
第2期工事の事前に選定されたコンソーシアムには、サウジ・ビンラディン・グループ、Badr Consortium, 中国南車, Al-Shoula Group、Al-Rajhi Allianceなどが含まれていた。
2011年10月26日、サウジアラビア鉄道機構は、タルゴ、レンフェ、Adif、Copasa、Imathia、Consultrans、Ineco、Cobra、Indra、Dimetronic、Inabensa、OHL、Al-ShoulaとAl-Rosanを含むサウジアラビア・スペインのコンソーシアムであるAL-Souグループを2期工事に選定した。タルゴはスペイン高速鉄道に使用されているレンフェ102系に類似した35編成の車両（タルゴ350-SRO）を、12.57億ユーロで納入し、メンテナンスを800万ユーロで行うこととなった。この車両は112系とは異なり、13両編成、417席からなっている。レンフェとAdifは12年間の列車運行と管理を担当する。
総契約額は67.36億ユーロとなっている。